# 비가 오는 날엔
〈비가 오는 날엔〉은 비스트의 노래이다. 2011년 5월 12일에 첫 정규 앨범인 FICTION and FACT의 공개에 앞서 선공개되었다.

## 논란
2011년 7월 18일, 여성가족부 산하 청소년보호위원회에서 유해약물 묘사로 청소년 보호법에 의거 청소년유해매체물 판정이 나와 논란이 되었다. 이에 따라 비스트 팬(B2UTY)들과 네티즌들은 다음 아고라에 서명 운동을 벌였으며, 여성가족부와 여성가족부 미투데이에 항의성 댓글을 작성하였다. 또한 비스트의 소속사인 큐브 엔터테인먼트는 8월 25일 서울행정법원에 여성가족부장관을 상대로 청소년유해매체물 결정 집행정지 신청을 냈고, 9월 5일 법원이 집행정지 신청을 받아들임으로 현재는 청소년유해매체물 판정이 취소 및 고시된 상황이다.